# Рязанка (Северо-Казахстанская область)
Рязанка (каз. Рязанка) — упразднённое село в районе Магжана Жумабаева Северо-Казахстанской области Казахстана. Входило в состав Октябрьского сельского округа. Исключено из учётных данных решением Северо-Казахстанского облисполкома в 1985 году.